# Juri Pawlowitsch Sjomin
Juri Pawlowitsch Sjomin (russisch Юрий Павлович Сёмин; * 11. Mai 1947 in Tschkalow, UdSSR) ist ein ehemaliger sowjetischer Fußballspieler und heutiger Trainer.
Sjomin ist vor allem durch seine fast zwanzig Jahre währende Trainertätigkeit (1986–2005) bei Lokomotive Moskau bekannt geworden. 2005 war er auch Trainer der russischen Nationalelf.

## Karriere

### Spieler
Im Alter von 16 Jahren begann Sjomin das professionelle Fußballspielen bei Spartak Orjol in der dritten sowjetischen Liga. Bereits ein Jahr später wechselte er zu Spartak Moskau. Mit 20 Jahren schloss er sich dem Ortsrivalen Dynamo Moskau, mit dem er seinen einzigen Erfolg als Spieler, den sowjetischen Pokal, feiern konnte, an. Sjomin verließ den Klub 1971 aufgrund von Dissonanzen mit dem Coach, der ihn bei einem Europapokalspiel nicht aufstellen wollte. Nach dieser Station spielte er noch bei vier anderen Vereinen, Qairat Almaty, Tschkalowez Nowosibirsk, Lokomotive Moskau und FK Kuban Krasnodar, bis er 1980 seine Karriere beendete.

### Trainer
Sjomins erste Trainerstation war 1983 Pamir Duschanbe, die er vor dem Abstieg aus der zweiten sowjetischen Liga bewahrte, wofür er in der tadschikischen SSR zum Ehrentrainer ernannt wurde. 1986 wechselte er zu Lokomotive Moskau, wo er 19 Jahre lang bleiben sollte. Während seiner Amtszeit machte er aus einem mittelklassigen Klub einen russischen Top-Klub, der 2002 und 2004 die russische Meisterschaft gewann. Außerdem gewann er ein Mal den sowjetischen Pokal, vier Mal den russischen Pokal und zog zwei Mal ins Halbfinale des Europapokals der Pokalsieger ein.
2005 verließ er Lok Moskau, um der russischen Nationalelf zur Qualifikation für die WM 2006 zu verhelfen. Er scheiterte bei dem Versuch und verließ die Nationalelf wieder. Von 2005 bis 2006 trainierte er Dynamo Moskau. 2007 übernahm er die Rolle des Präsidenten bei seinem früheren Verein Lokomotive Moskau, die er jedoch schon ein Jahr später wieder aufgeben musste aufgrund der schlechten Ligaplatzierung des Vereins.
Ende 2007 unterschrieb er einen Vertrag bei Dynamo Kiew bis 2010 mit Option auf eine weitere Saison, der ihn den Trainerposten zusicherte. Bereits im Mai 2009 verließ er nach dem Gewinn der ukrainischen Meisterschaft und dem Einzug ins Halbfinale des UEFA-Pokals Dynamo Kiew und wurde erneut Coach von Lok Moskau. Es folgten weitere Stationen in Aserbaidschan, bei Mordowija Saransk und bei Anschi Machatschkala, bevor Sjomin  im Oktober 2016 auf die Trainerbank bei Lokomotiv Moskau zurückkehrte und den Pokal und 2017/18 die russische Meisterschaft gewann.

## Erfolge
Als Spieler:
- Fußballpokal der Sowjetunion: 1970

Als Trainer:
- Russische Meisterschaft: 2002, 2004, 2018
- Russischer Pokal: 1996, 1997, 2000, 2001, 2017
- Ukrainische Meisterschaft: 2009
- Ukrainische Vizemeisterschaft: 2008
- Einzug ins ukrainische Pokalfinale: 2008
- Einzug ins Pokalfinale der Sowjetunion: 1990
- Einzug ins Halbfinale des UEFA-Pokals: 2009